# ولی صمد
ولی صمد(زاده ۲۹ دی ۱۳۱۴ - درگذشته ۲ آبان ۱۳۹۸) دانشمند، ادیب و نویسنده سرشناس اهل تاجیکستان بود. از او به عنوان پدر زبان تاجیکی یاد می‌شود.

## زندگی
ولی صمد در ۲۰ ژانویه سال ۱۹۳۶ در منطقه اسفره ولایت خجند تاجیکستان به دنیا آمد. وی در سال ۱۹۵۶ از دانشگاه تربیت معلم کانی‌بادام فارغ‌التحصیل شد و سپس در دانشگاه دولتی خجند (در سال ۱۹۶۱) به پژوهش مشغول شد. مدتی چند در آکادمی علوم آذربایجان فعالیت کرد.

## فعالیت‌ها
ولی صمد در موضوع روابط ادبی میان فارسی زبانان و سایر اقوام و به ویژه قفقاز ۱۵ رساله علمی و بیش از ۳۵۰ مقاله به چاپ رسانده‌است. وی عضو ریاست بنیاد بین‌المللی زبان فارسی تاجیکی، انجمن خاورشناسان ارمنستان، جمعیت دوستی تاجیکستان و ایران، عضو هیئت تحریریه مجله رودکی (ایران) و مجله ادب (تاجیکستان) بود.
معروف‌ترین کتاب وی یعنی «فردوسی و شاهنامه در قفقاز» توسط  رحیم مسلمانیان قبادیانی به فارسی برگردانده شده و در سال ۱۳۷۸ از سوی نشر کارنگ به چاپ رسیده‌است.

## آثار
- فردوسی و شاهنامه در قفقاز، ترجمه رحیم مسلمانیان[۵]
- شاهنامه فردوسی و چرنیشفسکی[۶]
- پیوندهای ادبی عامل مهم رشد ادبیات
- توشه همدلی
- از قعر خزر تا اوج زحل
- درخش یک اختر سوزان
- بازگشت به ایران شهر
- مهرنامه

## افتخارات
- جایزه کتاب سال ایران در سال ۲۰۰۵ برای کتاب شاهنامه فردوسی و چرنیشفسکی